# Il guerriero della strada 2
Il guerriero della strada 2 é un film canadese-statunitense del 1989 diretto da George Erschbamer. Seguito del film Snake Eater - Vendetta a tutti i costi dello stesso anno e avrà un terzo capitolo dal titolo Il guerriero della strada 3 del 1992.

## Trama
L'ormai ex detective della polizia Jack Kelly detto Soldier si é messo in proprio per condurre la sua personale guerra contro i trafficanti di droga che lo vogliono morto.